# 蓝猫 (角色)
蓝猫是三辰卡通集团（現湖南藍貓動漫傳媒有限公司）出品的动画片《蓝猫》中的角色，官方对其描述为“性格憨厚、好动，有爱心”、“喜欢别人叫他‘猫大哥’”、“富有激情，单纯直率，冒险精神，重友情、讲义气”、“梦想成为太空探险家”。
此外，三辰影库还以蓝猫開發为品牌，开发了一系列产品，包括文具，饮料，服装，图书等。为蓝猫配音的是著名配音演员葛平。

## 作品列表
- 《藍貓淘氣3000問》
- 《藍貓互動電視節目》
- 《藍貓幼教系列》
- 《藍貓龍騎團》
- 《藍貓西行記》
- 《星史傳說》